# Tintay (distrito)
O Distrito peruano de Tintay é um dos dezessete distritos que formam a Província de Aymaraes, situada no Apurímac, pertencente a Região Apurímac, Peru.

## Transporte
O distrito de Tintay é servido pela seguinte rodovia:
- PE-30A, que liga o distrito de Nazca (Região de Ica) à cidade de Abancay (Região de Apurímac)
- AP-107, que liga a cidade de Jose Maria Arguedas ao distrito [2][3][4]